# Myrmoteras binghamii
Myrmoteras binghamii   (лат.) — вид муравьёв (Formicidae) из подсемейства Формицины.

## Распространение
Юго-восточная Азия: Бирма, Таиланд.

## Описание
Длина тела составляет 5—6 мм. Красновато-оранжевые голова и грудь, брюшко желтовато-бурое; усики, ноги, челюсти, петиоль — оранжево-жёлтые. Длина головы — 1,15—1,17 мм (ширина — 1,14—1,18). Муравьи с крупными глазами и длинными узкими мандибулами. Мандибулы длиной 1,4 мм с 8—9 зубцами. Формула щупиков 6,4. Стебелёк между грудкой и брюшком состоит из одлного членика петиолюса (последний четко отделен от брюшка).